# Buckram
Buckram er et kraftigt, imprægneret bomuldsmateriale som blandt andet bruges til indbinding af bøger der skal tåle hyppig håndtering og slid, for eksempel biblioteksbøger.
- Buckram mat eller skinnende
- Buckram i forskellige farver